# Johan Pasch den yngre
Johan Pasch, född 3 juni 1752 i Stockholm, död 15 juni 1811 i Stockholm, var en svensk konstnär och tecknare.
Han var son till grosshandlaren Christopher Pasch och Maria Elisabeth Robért och halvsysterson till Lukas von Breda. Han var troligen brorson till Lorens Pasch den äldre. Men flera tryckta källor hävdar att de inte var släkt. 
Han blev elev vid Konstakademien omkring 1770 och utsågs till ledamot av akademien 1803. Han målade porträtt i likhet med den övriga släkten  Pasch. Han medverkade i akademiens utställning 1773 där han tilldelades den tredje medaljen och i utställningen 1777 där han erhöll den andra medaljen. I utställningen på akademin 1785 medverkade han med sex kopior i olja efter Frans Hals, Rubens och Nogari. Han har möjligen utfört porträttet av kyrkoherde Olof Eneroth för Hedvig Eleonora kyrka i Stockholm.